# Dreieck Neuenburg
Dreieck Neuenburg is een knooppunt in duitse deelstaat Baden-Württemberg.
Op dit trompetknooppunt ten zuiden van Neuenburg am Rhein sluit de A862 vanaf de Franse grens aan op de A5 Frankfurt am Main-Bazel.

## Geografie
He knooppunt in het zuiden van de stad Neuenburg am Rhein direct ten oosten van Duits-Franse grensrivier de Rijn.
Omliggende gemeenten op Duits grondgebied zijn Auggen en Schliengen, en aan de Franse kant van de Rijn Ottmarsheim en Hombourg.
Het knooppunt ligt ongeveer 35 km ten zuidwesten van Freiburg im Breisgau, ongeveer 15 km ten oosten van Mulhouse en ongeveer 25 km ten noorden van Basel.

## Geschiedenis
Het knooppunt verbindt de Franse A36 (uit de richting Beaune/Mülhouse) met de Duitse A5. Tussen de grens en het knooppunt ligt het ongeveer 400 meter lange Duitse deel van de A 36 ook wel (Bundesautobahn 5ast of BAB 5ast) genoemd. Vroeger werd deze de A862 genoemd, die daarmee de kortste snelweg van Duitsland was.

## Configuratie
Knooppunt
Het is een trompetknooppunt.
Rijstrook
Nabij het knooppunt hebben beide snelwegen 2x2 rijstroken.
Op het einde van de verbindingweg Freiburg-Beaune en de verbindingsweg Beaune-Bazel na is de rest van de verbindingswegen twee rijstroken.

## Verkeersintensiteiten
Dagelijks passeren ongeveer 90.000 voertuigen het knooppunt.
| Van                          | Naar                               | Gemiddeld aantal voertuigen per dage |
| ---------------------------- | ---------------------------------- | ------------------------------------ |
| AS Hartheim/Heitersheim (A5) | AD Neuenburg                       | 44.900                               |
| AD Neuenburg                 | Grenzübergang Ottmarsheim (A5 ast) | 13.300                               |
| AD Neuenburg                 | AS Efringen-Kirchen (A5)           | 36.200                               |

## Richtingen knooppunt
| Aansluitende wegen                                      | Aansluitende wegen | Aansluitende wegen                      | Aansluitende wegen | Aansluitende wegen |
| ------------------------------------------------------- | ------------------ | --------------------------------------- | ------------------ | ------------------ |
|                                                         |                    | richting Freiburg Stuttgart / Karlsruhe |                    |                    |
|                                                         |                    |                                         |                    |                    |
| richting Frankrijk EuroAirport Colmar / Mulhouse / Lyon |                    |                                         |                    |                    |
|                                                         |                    |                                         |                    |                    |
|                                                         |                    | richting Lörrach / Bazel                |                    |                    |